# Aphalonia
Aphalonia is een geslacht van vlinders van de familie bladrollers (Tortricidae).

## Soorten
- A. monstrata (Razowski, 1984)
- A. praeposita (Meyrick, 1917)